# Plamja neba
Plamja neba (Пламя неба) è un film muto del 1915 diretto da Evgenij Bauėr.